# Gert Bongers

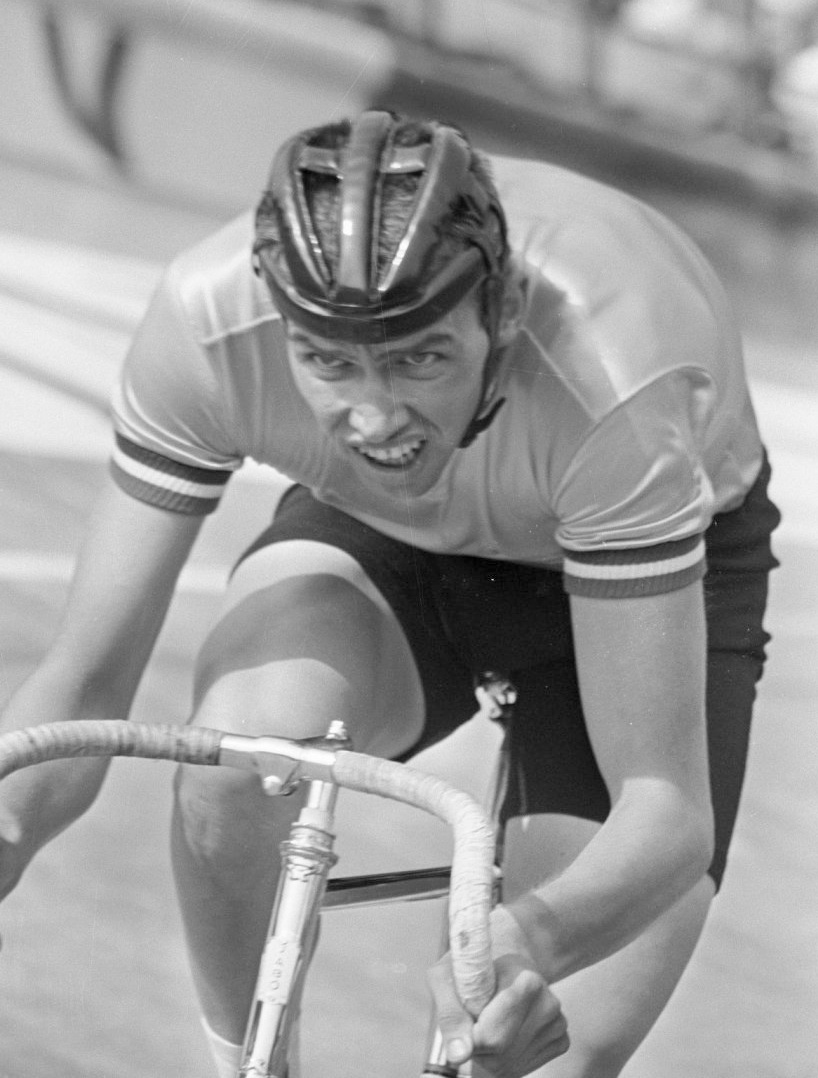
Gert Bongers in 1967

Gerard (Gert) Bongers (Voorst, 22 augustus 1946) is een Nederlands voormalig wielrenner.
Bongers won het wereldkampioenschap baanwielrennen 1967 op het onderdeel achtervolging bij de amateurs. In 1968 werd hij profwielrenner. In 1969 won hij het Nederlandse kampioenschap baanwielrennen achtervolging bij de profs.